# Robert Klein
Robert Klein (ur. 8 lutego 1942) – amerykański komik i aktor komediowy, w latach 70. gospodarz serii programów Comedy Tonight, w roku 1981 nagrał własny program telewizyjny The Robert Klein Show.